# Hatexepsute Meritré
Hatexepsute Meritré (Hatchepsut II Meritré, Hatchepsut-Merytra, Hatchepsut-Meryt-Ra, Merytra-Hatchepsut e Meryt-Ra-Hatchepsut) foi a esposa principal do faraó Tutemés III após a morte de sua outra esposa principal Satiá. Ela foi a mãe do faraó Amenófis II .
Pertencente a nobreza, Hatexepsute Meritré era filha da Adoratrix Hui, cuja estátua se encontra no Museu Britânico (EA 1280) mostrando Hui segurando seu neto e representando um outro neto ao lado de sua estátua sentada. Ela não tem parentesco com a Faraó Hatexepsute, a anterior faraó do Egito, embora muitas vezes pensaram que fosse a filha de Hatexepsute (sendo que a única filha conhecida da Hatexepsute foi a Neferuré).
Hatexepsute Meritré é conhecida pelos seguintes títulos reais conhecidos: A Princesa Hereditária (iryt-p`t), A Única, Cheia de Louvores (wrt-hzwt-w’tit), A Mãe do Rei (mwt-niswt), A Dama das Duas Terras (nbt-t3wy), A Esposa do Rei (hmt-nisw), A Grande Esposa do Rei (hmt-niswt-wrt), A Esposa do Deus (djrt-ntr).
Hatexepsute Meritré é atestada em:
- No templo de Tutemés III em Medinet Habu. A rainha está representada em pé atrás do Tutemés III sentado. Ela está representada cheia de regalia real, incluindo um chapéu de abutre, um chapéu alongado verticalmente e com plumas. Ela é chamada de "A Grande Esposa Real".[4]
- Na tumba de Tutemés III (KV43). Em um dos pilares das rainhas, identificada com Meritré, é uma das três esposas de Tutemés. Meritré é sucedida pelas rainhas Satiá e Nebetu e pela princesa Nefertari.[5]
- Na tumba de Rá (TT72) em Tebas. Hatexepsute Meritré é representada sentada próxima e atrás ao seu filho Amenófis II [6]
- Em uma estela (sustentada pela estátua de um Cortesão).[5]

Hatexepsute Meritré era para ser originalmente enterrada na KV42, mas foi provavelmente enterrada na KV35, com o seu filho Amenófis II.